# Bang Khen
Bang Khen (in thailandese: บางเขน) è uno dei 50 distretti (khet) della città di Bangkok, in Thailandia.